# Lleteresa serrada
La lleteresa serrada o simplement lleteresa (Euphorbia serrata) és una espècie de planta de la família Euphorbiaceae. En català aquesta planta se la coneix amb moltíssims noms populars. Sovint aquests noms s'intercanvien amb els noms d'altres euforbiàcies similars: 
- Noms que es deriven de la seva "llet"; lleteresa. lletera, lletrera, lleterola, lleterol, lletera bona, lleteresa serrada, llet de bruixa, llet de cabra, herba de llet, lletrera de vinya, lleterons, lletons, lletoses.
- Noms que es deriven de les seves propietats laxants: cagamoix, cagamuixa, escurripa, cataprusa, catapúcia, catapúcia de Montserrat.
- Altres noms; herba de cuca

## Morfologia

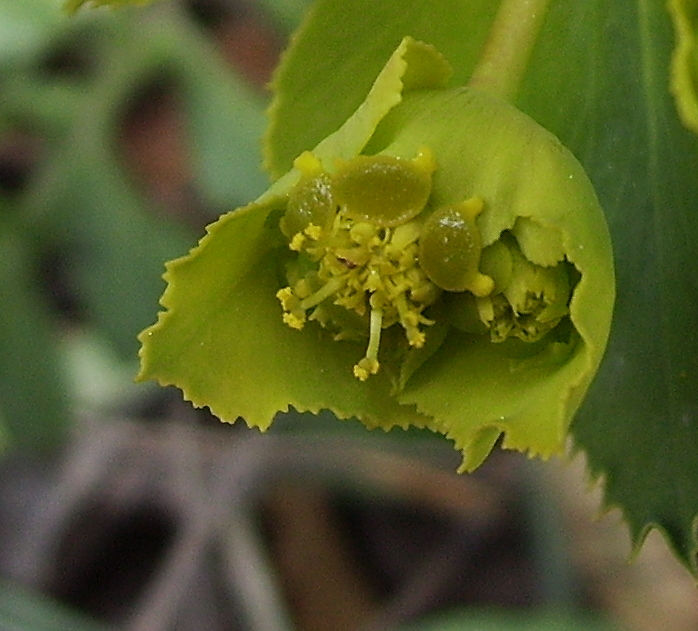
Detall de la flor i els seus nectaris en forma de croissant

És una planta herbàcia anual que creix fins a una alçada d'entre 20 i 50 cm. Les fulles són llargues i estretes amb els marges finament serrats, d'ací el nom de l'espècie. La fulla serrada fa que aquesta planta es distingeixi fàcilment d'altres lletereses. Les fulles prenen forma oval a les puntes de les tiges on hi ha les inflorescències. La planta floreix de febrer a juliol. El fruit de la lleteresa serrada és una càpsula esfèrica d'aproximadament 1/2 de diàmetre que conté unes llavors grises i petites.

## Distribució i hàbitat

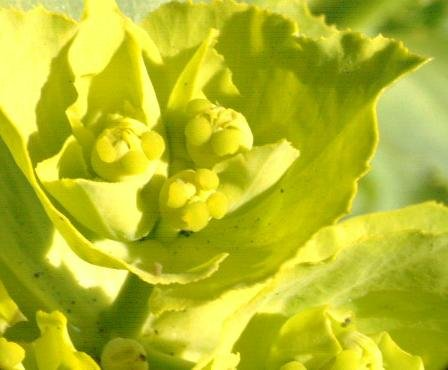
Detall de les bràctees de la lleteresa serrada.

La lleteresa serrada es troba a Europa meridional i l'Àfrica del nord. S'ha estès a altres zones del planeta, a on es considera una espècie invasora per la seva robustesa i capacitat de reproduir-se.
És una planta molt comuna i abundant que viu als fenassars, prats secs, erms, camps abandonats i marges de camins i vies de tren. És una planta ruderal, tan poc exigent que sovint és una de les primeres plantes a colonitzar les seccions nues dels barrancs, les boïgues i altres terrenys alterats, com els abocadors.
A l'estiu aquesta lleteresa té la particularitat de conservar un color verd groguenc viu malgrat la sequera. Destaca en els llocs assolellats on creix per la seva coloració verda fresca, comparada amb altres plantes o herbes de tons grisencs o ja seques.

## Paisatgisme
Actualment la lleteresa serrada és una planta d'interès paisatgístic que es fa servir com a planta ornamental als jardins de les urbanitzacions de la costa. És una planta ideal quan hom vol un efecte de "flora local" del Mediterrani i hom vol estalviar aigua, car és una planta agraïda i molt resistent. Les mates d'aquesta lleteresa queden força bé entre roques i al peu dels murs dels xalets.

## Toxicitat
Com altres plantes similars del gènere eufòrbia la lleteresa serrada produeix una resina blanca o làtex, conegut vulgarment com a "llet" que l'hi ha valgut el nom en català. Aquest líquid es coneix amb el nom d'euforbi i conté l'alcaloide euforbina que és tòxic i pot irritar la pell i els ulls severament.
Aquesta "llet" tenia aplicacions en l'antiga medicina casolana contra les berrugues i durícies aplicada directament amb cura. També es feia servir la pols de les llavors i arrels com a laxant.